# Mugã (Torcaba e Xandiz)
Mugã ou Mogã (em persa: مغان; romaniz.: Moghan ou Mughan) é uma localidade do Irã na província de Coração Razavi, condado de Tarcaba e Xandiz, distrito de Tarcaba. Segundo censo de 2006, havia 828 pessoas e 258 famílias.